# Ettore Geri
Ettore Geri (Trieste, 15 marzo 1914 – Roma, 19 febbraio 2003) è stato un attore italiano.

## Biografia
Iniziò a lavorare nel cinema dall'inizio degli anni sessanta, già non più giovane. Il suo primo film fu Il boom di Vittorio De Sica, in cui interpretava il commendator Carlo Bausetti. Dal 1969 iniziò la collaborazione col regista Fernando Di Leo, che lo portò a lavorare in alcuni suoi film, anche se in ruoli secondari.
Lavorò con De Sica anche nei film Il giardino dei Finzi Contini (1970) e ne Il viaggio (1974). Il suo ultimo film è stato Titus (1999) di Julie Taymor.
Ettore Geri è apparso brevemente anche in una puntata della fiction Distretto di polizia (2001).

## Filmografia

### Cinema

Ettore Geri con Fernandel e Gino Cervi in una scena del film Il compagno don Camillo (1965)

- Il boom, regia di Vittorio De Sica (1963)
- Il compagno don Camillo, regia di Luigi Comencini (1965)
- Io, io, io... e gli altri, regia di Alessandro Blasetti (1966)
- Il profeta, regia di Dino Risi (1968)
- La ragazza del bersagliere, regia di Alessandro Blasetti (1968)
- Rose rosse per il führer, regia di Fernando Di Leo (1968)
- Donne... botte e bersaglieri, regia di Ruggero Deodato (1968)
- Straziami ma di baci saziami, regia di Dino Risi (1968)
- La pecora nera, regia di Luciano Salce (1968)
- Brucia ragazzo, brucia, regia di Fernando Di Leo (1969)
- Amarsi male, regia di Fernando Di Leo (1969)
- Senza sapere niente di lei, regia di Luigi Comencini (1969)
- I ragazzi del massacro, regia di Fernando Di Leo (1969)
- Indagine su un cittadino al di sopra di ogni sospetto, regia di Elio Petri (1970)
- Il giardino dei Finzi Contini, regia di Vittorio De Sica (1970)
- La bestia uccide a sangue freddo, regia di Fernando Di Leo (1971)
- ...continuavano a chiamarlo Trinità, regia di E.B. Clucher (1971)
- Noi donne siamo fatte così, regia di Dino Risi (1971)
- Milano calibro 9, regia di Fernando Di Leo (1972)
- Il vero e il falso, regia di Eriprando Visconti (1972)
- Alfredo Alfredo, regia di Pietro Germi (1972)
- La mala ordina, regia di Fernando Di Leo (1972)
- La colonna infame, regia di Nelo Risi (1972)
- Ci risiamo, vero Provvidenza?, regia di Alberto De Martino (1973)
- Il viaggio, regia di Vittorio De Sica (1974)
- Colpo in canna, regia di Fernando Di Leo (1975)
- Fantozzi, regia di Luciano Salce (1975)
- L'albero dalle foglie rosa, regia di Armando Nannuzzi (1976)
- Stringimi forte papà, regia di Michele Massimo Tarantini (1977)
- Avere vent'anni, regia di Fernando Di Leo (1978)
- Il marchese del Grillo, regia di Mario Monicelli (1981)
- Malamore, regia di Eriprando Visconti (1982)
- Ricchi, ricchissimi... praticamente in mutande, regia di Sergio Martino (1982)
- Razza violenta, regia di Fernando Di Leo (1984)
- Intervista, regia di Federico Fellini (1987)
- La voce della Luna, regia di Federico Fellini (1990)
- In viaggio con Alberto (Alberto Express), regia di Arthur Joffé (1990)
- Titus, regia di Julie Taymor (1999)